# Siirtspor
Siirt Spor Kulübü byl turecký fotbalový klub sídlící ve městě Siirt. Klub byl založen v roce 1969 jako Siirt YSE. V sezóně 2000/01 hrál klub poprvé a naposled v nejvyšší soutěži Süper Lig. Zanikl v roce 2014 díky velkým finančním potížím.

## Historické názvy
- 1969 – Siirt YSE
- 1989 – Siirt Köy Hizmetleri
- 1999 – Siirt Jetpa SK
- 2002 – Siirtspor

## Umístění v jednotlivých sezonách
| Sezóny  | Liga                        | Úroveň | Z  | V  | R  | P  | VG | OG | +/- | B  | Pozice |
| ------- | --------------------------- | ------ | -- | -- | -- | -- | -- | -- | --- | -- | ------ |
| 2009/10 | TFF 3. Lig - Yükselme Grubu | 4      | 18 | 11 | 1  | 6  | 26 | 20 | +6  | 34 | 3.     |
| 2010/11 | TFF 3. Lig – sk. C          | 4      | 34 | 10 | 11 | 13 | 37 | 37 | 0   | 41 | 14.    |
| 2011/12 | TFF 3. Lig – sk. C          | 4      | 36 | 16 | 10 | 10 | 43 | 34 | +9  | 58 | 4.     |
| 2012/13 | TFF 3. Lig – sk. A          | 4      | 34 | 11 | 6  | 17 | 39 | 58 | -19 | 39 | 13.    |
| 2013/14 | TFF 3. Lig – sk. A          | 4      | 33 | 2  | 4  | 27 | 9  | 76 | -67 | 7  | 17.    |